# Simulador

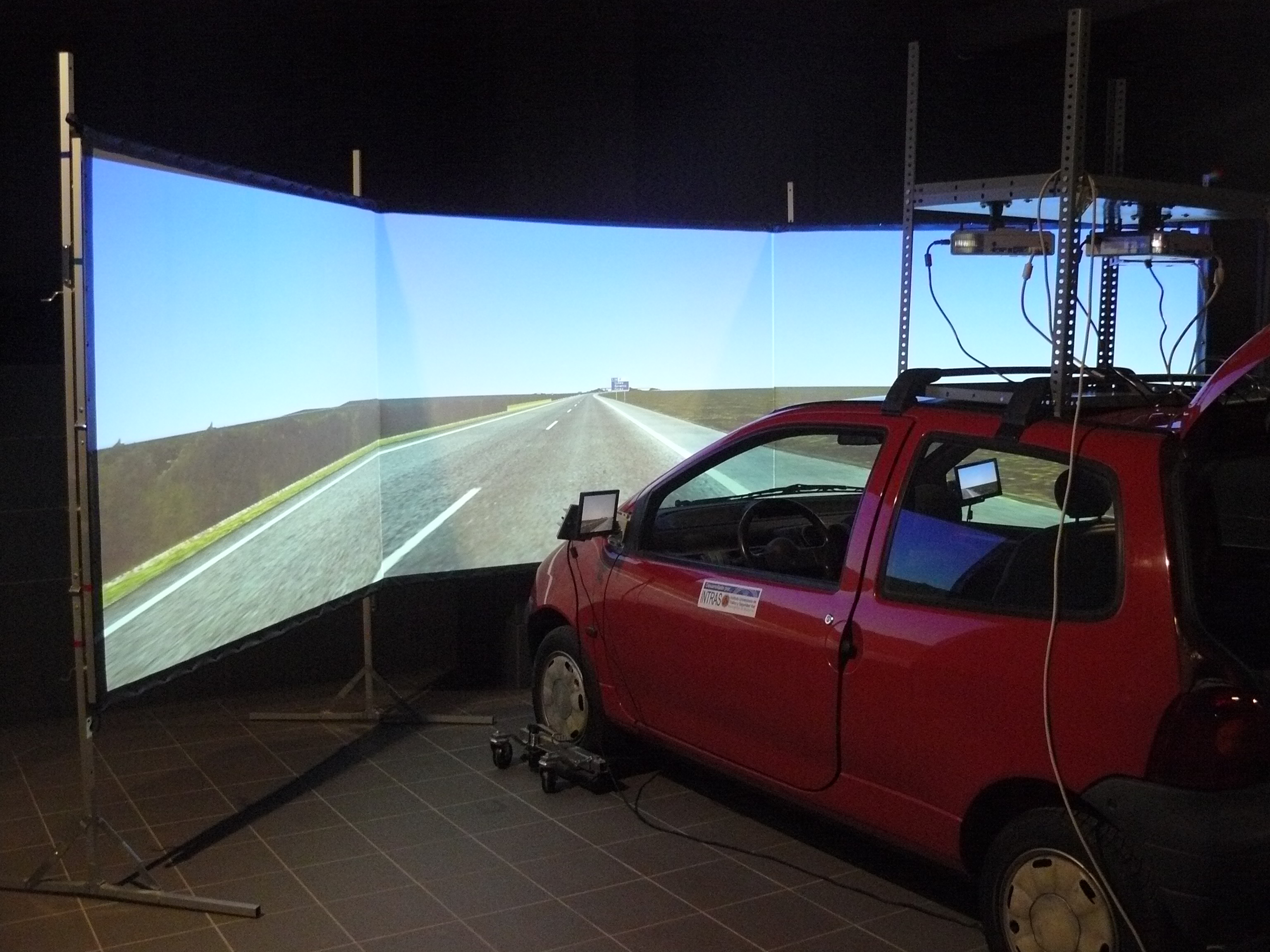
SIMUVEG. Simulador de conducció desenvolupat per SINTEC-INTRAS (Universitat de València). Utilitzat en avaluació de conductors, carreteres, dispositius IVIS i altres àrees.

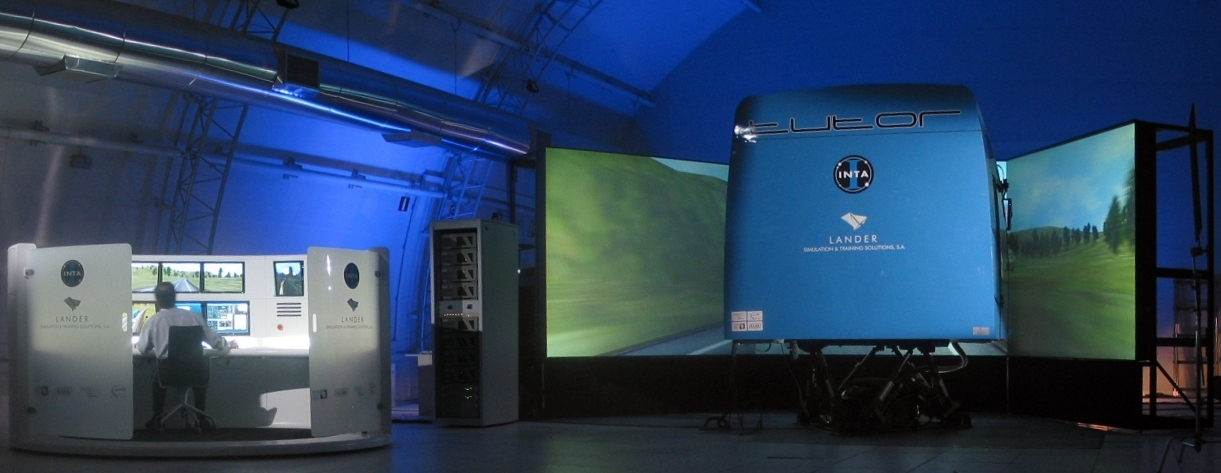
TUTOR, un simulador mixt que permet recrear un autobús i un camió. Va ser desenvolopat per l'empresa Lander Simulation & Training Solutions, S.A. Va ser instal·lat l'any 2004 a l'INTA d'Espanya.

La simulació per ordinador intenta modelitzar sistemes reals o hipotètics per ordinador de manera que el seu funcionament pot ser estudiat i podem predir el seu comportament.
Un simulador és un aparell que permet la simulació d'un sistema, reproduint també el seu comportament. Els simuladors reprodueixen sensacions que en la realitat no estan succeint.
Els simuladors pretenen reproduir tant les sensacions físiques (velocitat, acceleració, percepció de l'entorn) com també les sensacions del comportament dels equipaments de la màquina que es vol simular. Per simular les sensacions físiques es pot recórrer a complexos mecanismes hidràulics comandats per potents ordinadors que mitjançant models matemàtics aconsegueixen reproduir sensacions de velocitat i acceleració. Per reproduir l'entorn exterior es fan servir projeccions de bases de dades de terreny. A aquest entorn se'l coneix com a "Entorn Sintètic".
Thomas T.Goldsmith Jr.i Estle Ray Mann ho defineix així: "Simulació és una técnica numèrica per conduir experiments en un ordinador digital. Aquests experiments comprenen certs tipos de relacions matemàtiques i lògiques, els quals són necessaris per descriure el comportament i l'estructura de sistemes complexes del món real a través de llargs períodes"
Una definició més formal formulada per R.E. Shannon és: "La simulació és el procés de dissenyar un model d'un sistema real i dur a terme experiències amb ell, amb la finalitat de comprendre el comportament del sistema o avaluar noves estratègies dins dels límits imposats per un cert criteri o un conjunt d'alls - per al funcionament del sistema ".
Les qüestions clau en la simulació inclouen l'adquisició d'una font d'informació vàlida sobre la selecció pertinent de les principals característiques i comportaments, la utilització de la simplificació de les aproximacions i suposicions dins de la simulaci i la fidelitat i la validesa dels resultats de la simulació.
La simulació és la imitació d'alguna cosa real, l'estat de coses, o procés. L'acte de simular una cosa que en general suposa que representen certes característiques clau o comportaments d'un sistema físic o abstracte seleccionat.

## Classificació i terminologia
Històricament, les simulacions eren usades en diversos camps desenvolupat de forma independent, però al segle XX la teoria de Sistemes i Cibernètica combinades amb la difusió l'ús d'ordinadors en tots aquests àmbits donaren lloc a una certa unificació i una visió més sistemàtica del concepte.
La simulació física es refereixen a la simulació en què els objectes físics són substituïts per prototipus. Aquests objectes físics sovint són escollits perquè són més petits o més barat que l'objecte real o sistema.
La simulació interactiva és un tipus especial de simulació física, sovint es refereix a una simulació durant la qual intervé un ésser humà, en què inclouen simulacions físiques operadors humans, com en un simulador de vol o un simulador de conducció.

## Etapes per a dur a terme un estudi de simulació
- Definició del sistema

Consisteix a estudiar el context del problema, identificar els objectius del projecte, especificar els índexs de mesurament de l'efectivitat del sistema, especificar els objectius específics del modelamiento i definir el sistema que es va a modelar.
- Formulació del model

Una vegada definits amb exactitud els resultats que s'esperen obtenir de l'estudi, es defineix i construïx el model amb el qual s'obtindran els resultats desitjats. En la formulació del model és necessari definir totes les variables que formen part d'ell, les seves relacions lògiques i els diagrames de flux que descriguin en forma completa el model.
- Col·lecció de dades

És important que es defineixin amb claredat i exactitud les dades que el model va a requerir per a produir els resultats desitjats.
- Implementació del model en la computadora

Amb el model definit, el següent pas és decidir si s'utilitza algun llenguatge com el fortran, Algol, lisp, etc., O s'utilitza un paquet com Promodel, Vensim, Stella i ITHINK, GPSS, simula, simscript, Rockwell Arena, [ Flexsim], etc., per processar-lo a l'ordinador i obtenir els resultats desitjats.
- Verificació

El procés de verificació consisteix a comprovar que el model simulat compleix els requisits de disseny per als quals es va elaborar. [2] Es tracta d'avaluar que el model es comporta d'acord amb el seu disseny del model.
- Validació Del Sistema

A través d'aquesta etapa és valorar les diferències entre el funcionament del simulador i el sistema real que s'està tractant de simular. [3] Les formes més comunes de validar un model són: 
1. L'opinió d'experts sobre els resultats de la simulació.
2. L'exactitud amb què es prediuen dades històriques.
3. L'exactitud en la predicció del futur.
4. La comprovació de falla del model de simulació en utilitzar dades que fan fallar al sistema real.
5. L'acceptació i confiança en el model de la persona que farà ús dels resultats que llanci l'experiment de simulació.

- Experimentació

L'experimentació amb el model es realitza després que aquest hagi estat validat. L'experimentació consisteix a generar les dades desitjats i en realitzar una anàlisi de sensibilitat dels índexs requerits ...
- Interpretació

En aquesta etapa de l'estudi, s'interpreten els resultats que llança la simulació i amb base a això es pren una decisió. És obvi que els resultats que s'obtenen d'un estudi de simulació ajuda a suportar decisions del tipus semi-estructurat.
- Informació

Dos tipus de documentació són requerits per fer un millor ús del model de simulació. La primera es refereix a la documentació del tipus tècnic i la segona es refereix al manual de l'usuari, amb el qual es facilita la interacció i l'ús del model desenvolupat.

## Simulació de sensacions físiques
Per simular les sensacions físiques es poden utilitzar uns mecanismes hidràulics força complexos que estan comandats per uns ordinadors molt potents que mitjançant uns models matemàtics aconsegueixen reproduir sensacions de velocitat i acceleració. Per reproduir la percepció de l'entorn exterior es fan servir unes projeccions en grans pantalles de dades d'una base d'un terreny. A aquest entorn se li diu "entorn sintètic".

## Models de simulació
L'experimentació pot ser un treball de camp o de laboratori. El model de mètode utilitzat per a la simulació seria teòric, conceptual o sistèmic.
Després de confirmar la hipòtesi podem ia dissenyar un teorema. Finalment si aquest és admès pot convertir-se en una teoria o en una llei.

### Model teòric
El model teòric 'ha de contenir els elements que es necessiten per a la simulació. Un exemple amb treball de laboratori és un programa d'estadística amb ordinador que generi nombres aleatoris i que contingui els estadístics de la mitjana i les seves diferents versions: quadràtica-aritmètica-geomètrica-harmònica. A més ha de ser capaç de determinar la normalitat en termes de probabilitat de les sèries generades. La hipòtesi de treball és que la mitjana i les seves versions també determinen la normalitat de les sèries. És un treball experimental de laboratori. Si és certa la hipòtesi podem establir la seqüència teorema, teoria, llei. És el model principal de tota una investigació científica, gràcies a això podem definir o concloure la hipòtesi, les prediccions, etc.

### Model conceptual
El model conceptual vol establir per un qüestionari i amb treball de camp, la importància de la discriminació o rebuig en una col·lectivitat i fer-ho per mitjà d'un qüestionari en forma d'una simulació amb una escala d'actitud. Després de veure si la població és representativa o adequada, ara la simulació és l'aplicació del qüestionari i el model és el qüestionari per confirmar o rebutjar la hipòtesi de si hi ha discriminació en la població i cap a quin grup de persones i en què qüestions. Gran part de les simulacions són d'aquest tipus amb models conceptuals.

### Model sistèmic
El model sistèmic és més pretensiós i és un treball de laboratori. Es simula el sistema social en una de les representacions totals. L'anàlisi de sistemes és una representació total. Un pla de desenvolupament en el segment de transports amb un model d'ecologia humana, per exemple. L'èmfasi en la teoria general de sistemes és l'adequat en aquest tipus de simulacions. Aquest mètode, que és per a un sistema complex, és summament abstracte, no es limita a la descripció del sistema, sinó que ha d'incloure en la simulació les entrades i sortides d'energia i processos d'homeostasi, autopoiesi i retroalimentació.
Tant el programa d'estadística, com l'escala d'actitud, com el sistema total, són perfectes simulacions de la realitat i modelitzen tots els elements en les seves respectives hipòtesis de treball. Són també un microclima i l'ambient o l'escenari en els processos de simulació / experimentació. Altres propietats que han de contenir les simulacions és que siguin repetibles indefinidament. Que evitin l'efecte d'aprenentatge que incita a l'enquestador a omplir ell mateix els qüestionaris i que es podrà evitar amb algun control, que siguin flexibles o millorables i que no sigui invasiu o canviar la població de les mostres successives.

## Simulació per ordinador
És un intent de modelar situacions de la vida real per mitjà d'un programa d'ordinador, el que requereix ser estudiat per veure com és que treballa el sistema. Ja sigui per canvi de variables, potser prediccions fetes sobre el comportament del sistema.
La simulació per ordinador s'ha convertit en una part útil del modelatge de molts sistemes naturals en física, química i biologia, i sistemes humans com l'economia i les ciències socials (sociologia computacional), així com en dirigir per guanyar la penetració seu comportament canviarà cada simulació segons el conjunt de paràmetres inicials supòsits per l'entorn. Les simulacions per ordinador són sovint considerades éssers humans fora d'unloopde simulació.
Tradicionalment, el modelatge formal de sistemes ha estat a través d'un model matemàtic, que intenta trobar solucions analítiques a problemes que permeten la predicció del comportament d'un sistema d'un conjunt de paràmetres i condicions inicials. La simulació per ordinador és freqüentment usat com un accessori per, o substitució de, sistemes de modelatge per als quals les solucions analítiques de  forma tancada simple no són possibles. Aquí hi ha molts tipus diferents de simulació per ordinador, la característica comuna que totes elles comparteixen és l'intent per generar una mostra d'escenaris representatius per a un model en què una enumeració completa de tots els estats possibles serien prohibitius o impossibles. Diversos paquets de programari existeixen per modelar per ordinador en el funcionament de la simulació es realitza sense esforç i simple (per exemple: la simulació  Monte Carlo i el modelat estocàstic com el Simulador de Risc).
És cada vegada més comú escoltar sobre simulacions a moltes classes designades com a "ambients sintètics". Aquesta etiqueta ha estat adoptada en ampliar la definició de "simulació", que abasta virtualment qualsevol representació computada.
També es pot dir que és simulacio per ordinador quan poses: això ho vaig fer a ordinador
És precís ressaltar que el terme simulació per ordinador és més ampli que el de modelatge per ordinador, encara que aquest últim implica que tots els aspectes es modelen en la representació de l'ordinador, la simulació per ordinador també inclou generar entrades d'usuaris simulats per a executar un software d'ordinador real o un equip i només es modela una part del sistema. Un exemple d'això serien els simuladors de vol que poden executar tant màquines com software de vol real.

### Exemples de simulació
Els jocs de simulació, a diferència d'altres gèneres de videojocs i jocs d'ordinador, representen o simulen un entorn amb precisió. A més, representen les interaccions entre els personatges i el medi ambient realista. Aquest tipus de jocs solen ser més complex en termes de joc. Els jocs de simulació s'han tornat increïblement populars entre les persones de totes les edats i la indústria ha demostrat ser un dels pocs resistents a les condicions de recessió.
Els jocs de simulació més populars:
- The Sims
- Command and Conquer
- SimCity
- Black and White
- Tiger Woods PGA Tour
- Tony Hawk’s Pro Skater
- Need For Speed
- World of Warcraft

Pel·lícules
Una imatge generada per ordinador és "l'aplicació del camp de gràfics 3D per ordinador als efectes especials". Aquesta tecnologia s'utilitza per als efectes visuals, ja que són d'alta qualitat, controlable, i pot crear efectes que no serien factibles a través de qualsevol altra tecnologia, ja sigui per costos, recursos o per seguretat. Els gràfics generats per ordinador es poden veure en moltes pel·lícules d'acció d'avui, especialment les del gènere d'acció. A més, les imatges generades per ordinador ha substituït gairebé del tot animació a mà en les pel·lícules per nens, que són cada vegada més generades per ordinador. Entre els exemples de pel·lícules que utilitzen imatges generades per ordinador inclouen "Buscant en Nemo, 300 i Iron Man".

## Simulació en l'enginyeria, tecnologia o simulació de processos
La simulació és una característica important en els sistemes d'enginyeria o qualsevol altre sistema que involucra molts processos. Per exemple, en enginyeria elèctrica, les línies de retard poden ser utilitzats per a simular el retard de propagació i de desplaçament de fase causada per una línia de transmissió real. De la mateixa manera, les càrregues fictícies poden ser utilitzades per simular la impedància sense simulació de propagació. Un simulador pot imitar només algunes de les operacions i funcions de la unitat que permet la simulació.
La majoria de les simulacions d'enginyeria impliquen models matemàtics i la investigació assistida per ordinador. Hi ha molts casos, però, en què els models matemàtics no són fiables. La simulació de problemes de dinàmica de fluids, com per exemple, sovint requereixen tant simulacions matemàtiques i físiques.

## Simulació en informàtica
A informàtica la simulació té encara més gran significat especialitzat: Alan Turing va fer servir el termenat "simulació" per referir-se al que passa quan una ordinador digital corre una taula de d'estat (corre un programa) que descriu les transicions d'estat, les entrades i sortides d'una màquina subjecta a discret-estat. La simulació computada d'una màquina subjecta.
A programació, un simulador és sovint usat per executar un programa que ha de córrer en certs tipus d'inconvenients d'ordinador o en un rigorós controlador de prova d'ambient. Per exemple, els simuladors són freqüentment utilitzats per depurar un microprograma (microcodi) o algunes vegades programes d'aplicació comercial. Atès que, l'operació d'ordinadors és simulada, tota la informació sobre l'operació d'ordinadors és directament disponible al programador, i la velocitat i execució pugui variar a voluntat.
Moltes vegades també s'utilitzen màquines virtuals com a simuladors d'ordinadors de manera que, si s'ha de treballar a molt baix nivell modificant el codi del sistema operatiu, és molt fàcil cometre algun error i deixar inulitzat el SO. Si es treballa sobre un sistema operatiu de la màquina virtual, quan es produeixi algun problema irreparable d'aquest tipus, només caldrà reiniciar el PC, el sistema operatiu real estarà intacte i es podrà tornar a obrir la màquina virtual sense problemes.
Els simuladors poden ser usats per interpretar l'enginyeria de seguretat o la prova de disseny de lògica VLSI, abans que siguin construïts. En informàtica teòrica el terme "simulació" representa una relació entre els sistemes de transició d'estat. Això és usat en l'estudi de la semàntica operacional.
A l'àrea de les ciències són de gran ajuda, ja que els estudiants relacionen conceptes abstractes amb reals (el xoc de molècules) i també ajuda en el sentit dels recursos, ja que només s'ha de disposar amb un parell de computadors i no amb tot l'aparells d'un laboratori sencer.

## Simulació virtual
La simulació virtual és una categoria que utilitza equipament de simulació per crear un món virtual i interactiu per a l'usuari. Els mons virtuals funcionen sobre plataformes de component s integrats de programari i maquinari. D'aquesta manera, el sistema pot acceptar aportacions de l'usuari (p. ex. seguiment corporal, reconeixement de veu, controladors físics, etc) i produir respostes (p. ex. una presentació visual, una presentació auditiva, una presentació hàptica, etc). Les simulacions virtuals utilitzen els modes de interacció mencionades per provocar una sensació de immersió a l'usuari.

### Maquinari de simulació virtual d'entrada
Existeix una gran varietat de maquinari d'entrada disponibles per acceptar les interaccions del usuari per crear simulacions virtuals: 
- Seguiment corporal: amb aquesta entrada, la simulació enregistra els moviments de la persona i tradueix aquestes dades per crear la simulació virtual.
  - Vestimenta i/o guants de captura de moviment: els sues sistemas poden tenier sensors incorporats en el seu interior per detectar les moviments de diverses parts del cos, com per exemple amb els dits. Alternativament, poden tenier dispositius de seguiment exteriors o marques que poden ser detectades per ultrasons externs, receptors òptics o sensors electromàgnetics. Alguns d'aquests sistemes també disposen de sensors inercials interns. Les unitats poden transmetre dades de forma inalàmbrica o a través de cables.
  - Rastrejadors oculars: serveixen per detectar la mobilitat de l'ull, de forma que el sistema pot determinar amb precisió cap a on mira l'usuari en cada moment.
- Controladors físics: proporcionen informació a la simulació mitjançant la manipulació directa per part de l'usuari.
  - Cintes de correr omnidireccionals: capten la locomoció dels usuaris mentre caminen o corren.
  - Instrumentació de alta fidelitat: proporciona controls reals per elevar el nivell de immersió. Per exemple, els pilots poden utilitzar els controls reals del sistema de posicionament global del dispositiu en una cabina simulada per ajudar-los a practicar en el context de sistema de cabina integrat.
- Reconeixement de veu o de so: es pot utilitzar per interactuar amb altres usuaris o persones virtuals i per manipular objectes en la simulció, com per exemple informació. La interacció vocal augmenta molt el nivell de immersió del usuari.
  - Auricular amb micròfons de braç, micròfons de solapa o la sala pot estar equipada amb micròfons estratègicament situats.

#### Investigació actual sobre els sistemes d'introducció de dades per l'usuari
La recerca sobre futurs sistemes d'entrada de dades és molt prometedora per a les simulacions virtuals. Sistemes com les interfícies cervell-ordinador (BCI, brain computer interfaces) ofereixen la possibilitat d'augmentar encara més el nivell d'immersió per als usuaris de simulacions virtuals. Lee, Keinrath, Scherer, Bischof i Pfutscheller van demostrar que es podia entrenar a subjectes ingenus perquè utilitzessin una BCI per navegar dintre d'un apartament virtual amb certa facilitat. Emprant la BCI, els autors van comprovar que els subjectes eren capaços de navegar lliurement per l'entorn virtual amb un esforç relativament mínim. És possible que aquest tipus de sistemes es converteixin en modalitats d'entrada estàndard en futurs sistemes de simulació virtual.

### Maquinari de simulació virtual de sortida
Existeix una gran varietat de sortides hardware disponibles per oferir un estímul als usuaris en simulacions virtuals. En la següent llista es descriuen breument diversos d'ells: 
- Pantalla visual: proporcionen l'estímul visual a l'usuari.
  - Pantalles fixes: poden variar des d'una pantalla de sobretaula convencional a una pantalla envoltants de 360 graus o pantalles estereoscòpiques tridimensionals. Les pantalles convencionals poden variar en mida de 15 a 20 polzades (380 a 1520 mm). Les pantalles envoltants solen ser usades en el que es coneix com entorn virtual automàtic en coves (CAVE). Les pantalles tridimencionals estereoscòpiques produeixen imatges tridimensionals amb o sense ulleres especials, segons el disseny.
  - Cascos amb monitors individuals: petites pantalles muntades en un casc que porta l'usuari. Aquests sistemes es connecten directament a la simulació virtual per oferir una experiència més envoltant. El pes, la frqüencia d'actualització i el camp de visió són algunes de les variables clau que diferencien entre diversos HMD. Naturalment, els més pesats no són desitjables perquè provoquen fatiga amb el temps. Si latfreqüencia d'actualització és massa lenta, el sistema no pot actualoitzar les pantalles amb la rapiudesa suficient per què es correspongui amb un gir ràpid del cap de l'usuari. Una freqüència d'actualització més lenta tendeix a provocar marejos i alterar la sensació d'immersió. El camp de visió o la extensió angular del món que es veu en un moment donat pot variar d'un sistema a un altre i s'ha comprovat que afectas a la sensació d'immersió del usuari.
- Visualització auditiva: existeixen diversos tipus de sistemes d'audio per ajudar a l'usuari a sentir i localitzar sons espacials. Es poden fer servir programes infromàtics especials per produir efectes d'àudio 3D per crear la ilusió que las fonts de so estan situades en un espai tridimensional definit al voltant de l'usuari.
  - Sistemes d'altaveu convencionals: els fixes es poden utilitzar per proporcionar so envoltant multicnal o dual. No obstant, els altaveus externs no són tan eficaços per produir efectes d'àudio 3D.[1]
  - Auriculars convencionals: ofereixen una alternativa portàtil als altaveus fixes. A més a més, tenen l'avantatge de tapar el soroll del món real i facilitar els efectes de so d'audio 3D més eficaçment.
- Pantalla hàptica: proporcionen una sensació tàctil a l'usuari (tecnología hàptica). Aquest tipus de sortida es denomina a vegades Force Feedback.
  - Les pantalles tàctils per rajoles.
  - Efectors finals: poden respondre a les entrades dels usuaris amb resistència i força Aquests sistemes se solen usar en aplicacions mèdiques per cirurgies a distància que empleen instruments robòtics.[3]
- Pantalla vestibular: proporcionen una sensació de moviment a l'usuari. Solen manifestar-se com bases de moviment per la simulació virtual de vehícles, com simuladors de conducció o de vol. Les bases de moviment són fixes, però utilitzen actuadors per moure el simulador de forma que produeixi sensacions de capcineig, picada o balanceig. Els ismuladors també es poden moure de forma que provoquin una sensació d'acceleració en tots els eixos (p. ex. la base de moviment pot produir la sensació de caiguda).

## Simulació en la preparació

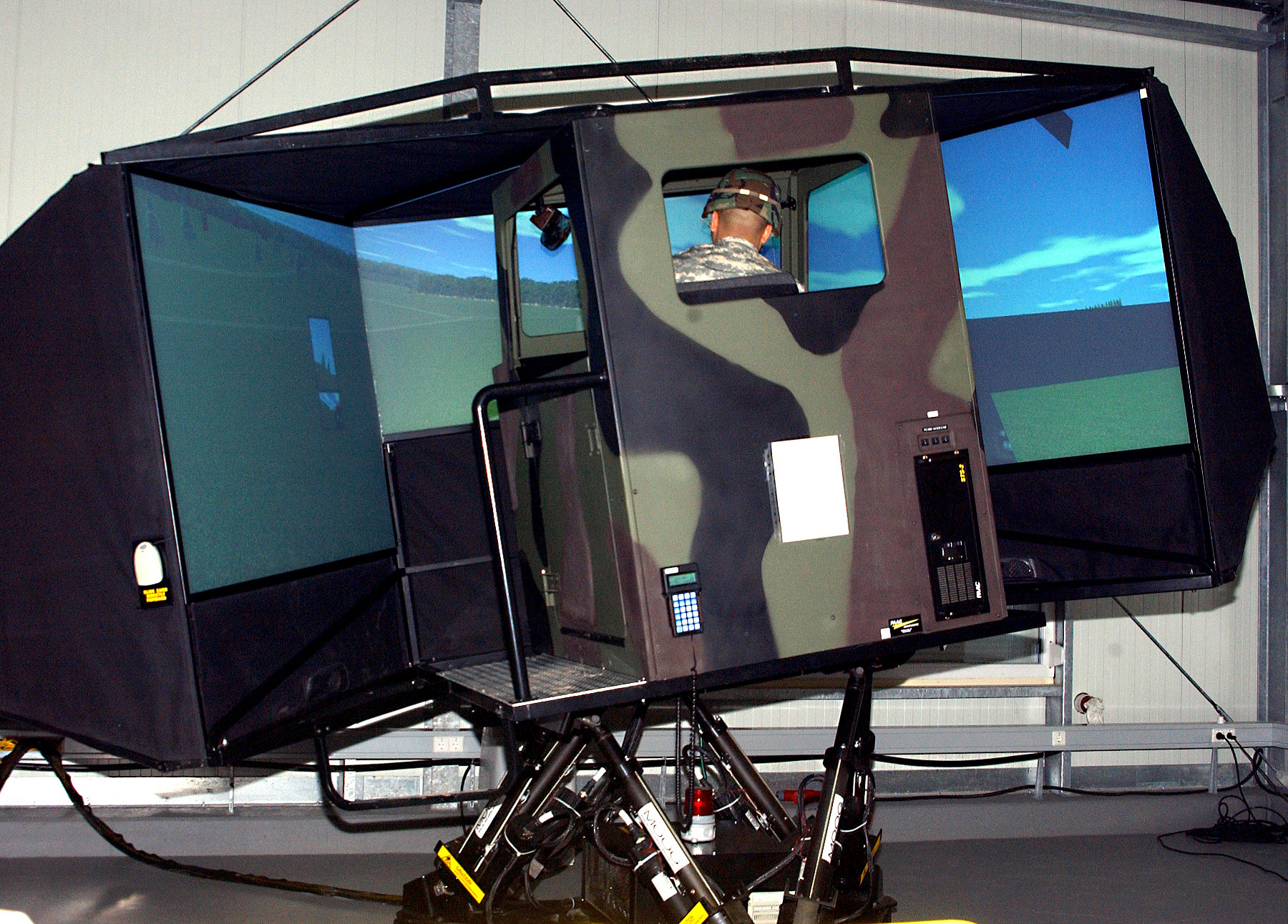
Soldat en un simulador de prova de maneig.

La simulació és usada en l'entrenament o preparació tant del personal civil com militar, això passa quan és excessivament car o simplement molt perillós per permetre utilitzar equip real a un aprenent en el món real. En aquesta darrera situació ells aprendran valuoses lliçons en un ambient virtual segur. La conveniència és permetre errors durant l'entrenament per a un sistema crític de seguretat.
L'entrenament simulat típicament ve en tres categories:
1. Simulació de "Vida", és quan les persones reals usen equip simulat en el món real.
2. Simulació "Virtual", és quan les persones reals usen equip simulat en  mons simulats o ambients virtuals.
3. Simulació "Constructiva", és quan persones simulades, usen equip simulat, en ambients simulats.

En els test estàndards, a vegades les simulacions “en viu”, s'anomenen d'alta fidelitat i produeixen “mostres de rendiment possible”, en cas contrari les simulacions de baixa fidelitat produeixen "signes de rendiment possible". La distinció entre alta, moderada i baixa fidelitat és una cosa relativa, depenen del context d'una comparació particular.

## Simulació en l'educació
Aquest tipus de simulació és una mica semblant a la d'entrenament o preparació. Elles s'enfoquen en tasques específiques. En el passat els vídeos eren usats per mestres i per educar alumnes a observar, solucionar problemes i tenir un paper, però s'ha vist desplaçada per la simulació, ja que aquesta inclou vinyetes narratives animades, aquestes són vídeos de caricatures hipotètiques i històries basades en la realitat, envoltant a la classe en l'ensenyament i aprenentatge, també es fa servir per avaluar l'aprenentatge, resoldre problemes d'habilitats i disposició dels nens, i el servei dels professors.

## Simulació en les ciències naturals
Els experiments basats en tècniques com l'espectroscòpia de RMN proveeixen dades detallades sobre el comportament de la matèria. No obstant això, per interpretar aquests experiments i per obtenir una resolució més gran en espai i temps, hem de recórrer a models teòrics. La resolució analítica d'aquests models és impossible per a la majoria de sistemes d'interès pràctic. Per això, és necessari recórrer a la  resolució numèrica d'aquests models en forma de simulacions. Una simulació busca recrear els elements que es consideren importants en la reproducció d'un fenomen observat empíricament. Exemples importants són la dinàmica molecular i la química computacional, ambdues utilitzades àmpliament per estudiar el plegament de proteïnes a la biofísica i les propietats mecàniques de polímers artificials a la ciència de materials.

## Simulació biomecànica
Un simulador biomecànic s'utilitza per analitzar la dinàmica de caminar, estudiar el rendiment esportiu, simular procediments quirúrgics, analitzar les càrregues conjuntes, el disseny de dispositius mèdics, i el moviment animat humana i animal.

## Simulació mèdica
Aquest tipus de simulació s'incrementa cada vegada més en la seva desenvolupant i s'estan desplegant cada vegada més per ensenyar procediments terapèutics i de diagnòstic així com conceptes i la presa de decisió mèdica al personal en les professions mèdiques. Aquests simuladors s'han estat desenvolupant per a l'entrenament per a una gamma de procediments bàsics com la transfusió de sang, una  cirurgia laparoscòpica, cures  traumatològics auscultació pulmonar i cardíaca, etc.

## Simuladors de navegadors per satèl·lit
L'única manera per posar a prova els receptors GNSS (comunament coneguts com de navegació per satèl·lit en el món comercial) és l'ús d'un simulador de constel·lacions RF. Un receptor que pot ser usat, per exemple, en un avió, es pot provar en condicions dinàmiques, sense la necessitat de fer-ho en un vol real. Les condicions de prova es poden replicar exactament, i hi ha un control total sobre tots els paràmetres de prova. Això no és possible en el "món real" utilitzant els senyals reals. Per als receptors de les proves que utilitzarà el nou Galileu (navegació per satèl·lit) no hi ha altra alternativa, perquè els senyals de veritat no existeixen encara.

## Simulació en el sector de l'automòbil
La simulació en el sector de l'automòbil ofereix l'oportunitat de reproduir les característiques de vehicles reals en un entorn virtual. Aquest entorn virtual replica a la perfecció els factors externs i les condicions amb què interacciona un vehicle i un conductor, permetent a aquest sentir-se com si estigués assegut a la cabina del seu vehicle. Escenaris i esdeveniments molt diversos es repliquen amb suficient realitat com per garantir que els conductors se submergeix completament en l'experiència en lloc de simplement veure-ho com una experiència educativa.

## Simulació en la robòtica
Un simulador de la robòtica s'utilitza per crear aplicacions integrades per un específic (o no) del robot sense dependre del "real" del robot. En alguns casos, aquestes aplicacions es poden transferir al robot real (o reconstruir) sense modificacions. simuladors de robòtica permeten la reproducció de situacions que no pot ser «creat» en el món real a causa del cost, temps, o la "singularitat" d'un recurs. El simulador també permet prototipat ràpid del robot. Molts simuladors robot funció motors de física per simular la dinàmica d'un robot.

## Aula del futur
El "aula del futur" probablement contenen diversos tipus de simuladors, a més d'eines d'aprenentatge textual i visual. Això permetrà als estudiants per entrar al cicle clínic ben preparats, i amb un nivell d'habilitat més alta. L'estudiant avançat o de postgrau tindran un mètode més concís i complet de reciclatge - o de la incorporació de nous procediments clínics en el seu conjunt d'habilitats - i els organismes reguladors i les institucions mèdiques serà més fàcil avaluar l'aptitud i competència dels individus.
L'aula del futur també serà la base d'una unitat d'habilitats clíniques per a l'educació contínua del personal mèdic i de la mateixa manera que l'ús d'entrenament de vol diari ajuda a pilots de línies aèries, aquesta tecnologia va a ajudar els professionals al llarg de la seva carrera.
El simulador serà més que un "viu" de llibres de text, es convertirà en part integrant d'una part de la pràctica de la medicina. L'entorn simulador també proporcionarà una plataforma estàndard per al desenvolupament curricular en les institucions de l'educació mèdica.

## Simulació i videojocs
- Videojoc d'estratègia
- Videojoc d'esports extrems